# John Talen
John Talen (Meppel, 18 de janeiro de 1965) é um ex-ciclista holandês, que competiu como profissional entre 1987 e 2000. No Tour de France 1994, ele foi o último na classificação geral, o lanterne rouge.